# フェロデンドリン
フェロデンドリン (phellodendrine) は、キハダ由来のアルカロイドの一つである。